# Cupidopsis cissus
Cupidopsis cissus is een vlinder uit de familie van de Lycaenidae. De wetenschappelijke naam van de soort is voor het eerst gepubliceerd in 1824 door Jean-Baptiste Godart.

## Verspreiding
De soort komt voor in Senegal, Gambia, Guinea-Bissau, Guinee, Burkina Faso, Sierra Leone, Liberia, Ivoorkust, Ghana, Togo, Benin, Nigeria, Gabon, Congo-Brazzaville, Angola, Congo-Kinshasa, Oeganda, Kenia, Tanzania, Zambia, Mozambique, Zimbabwe, Botswana, Namibië, Zuid-Afrika, Swaziland, Lesotho en Madagaskar.

## Waardplanten
De soort leeft op soorten Fabaceae: Eriosema cordatum, Eriosema cordifolium, Eriosema psoraleoides, Rhynchosia en Vigna.

## Ondersoorten
- Cupidopsis cissus cissus (Godart, 1824)
- Cupidopsis cissus extensa Libert, 2003